# Mario R. Cesco
| (7808) Bagould   | 5. April 1976     |
| (8780) Forte     | 13. Juni 1975     |
| (9515) Dubner    | 5. September 1975 |
| (11441) Anadiego | 31. Dezember 1975 |
| (26792) 1975 LY  | 8. Juni 1975      |
| (27656) 1974 OU1 | 26. Juli 1974     |

Mario Reynaldo Cesco ist ein argentinischer Astronom und Asteroidenentdecker.
Er ist der Sohn des argentinischen Astronomen Carlos Ulrrico Cesco und Neffe von Reynaldo P. Cesco. Zwischen 1974 und 1976 entdeckte er insgesamt sechs Asteroiden.